# Vielsesring
En Vielsesring er en ring, der bæres af to individer den dag de indgår ægteskab. I Danmark bæres ringen sædvanligvis på højre ringfinger.

## Vielsesringens oprindelse
Det har været muligt at spore de første vielsesringe 4800 år tilbage. Vielsesringenes historie starter i Nordafrika, hvor Egypterne udviklede deres civilisation langs med Nilen. Denne flod bragte rigdom og liv til befolkningen, og langs dens bredder var der et frodigt liv. Siv og rør voksede sammen med planten Papyrus, som blev brugt til skrivemateriale, og disse siv og rør blev flettet til ringe og større armbånd. Ringen holdt dog ikke længe, og senere hen gik man over til ringe af læder, ben eller elfenben.

## Symbolikken bag vielsesringen
Ringe er cirkler og cirkler repræsenterede evighed for egypterne. Der er ingen begyndelse og ingen ende, ligesom tid. Den vender tilbage til sig selv, ligesom livet, og ringen blev tilbedt i sin form som solen og månen. Man kan forestille sig, hvordan disse ting blev kædet sammen med kærlighed, i håb om at ciklens egenskaber kunne fange kærligheden og deri fange evigheden.

## Vielsesringens historiske udvikling
Romerne tog ringen til sig, med ændrede lidt på symbolikken. I stedet for at tilbyde ringen som et symbol på kærlighed, så blev den uddelt som en symbol for ejerskab, altså at havde retten over denne kvinde. Romerne begyndte at lave ringene af jern, men de var kluntet lavet og de rustede efter kort tid.
Først i 860 e.v.t. blev det en del af bryllupsceremonien, og i det 17. århundrede begyndte man at lave ringene af sølv. I dag bliver der lavet vielseringe af 17 tons guld hvert år i USA, og det har i mange år været det foretrukne materiale, dog er mange på det seneste begyndt at vælge utraditionelle ringe i forskellige materialer.[kilde mangler]

## Traditioner forbundet med vielsesringe
I Norge, Danmark, Grækenland, Ukraine, Bulgarien, Polen, Østrig, Tyskland og Spanien er det normalt at man bærer ringen på ringfingeren på sin højre hånd,[kilde mangler] men i USA, Canada og en del andre lande er det kutyme at bære den på den venstre hånd.[kilde mangler]
Igennem tiderne har de været båret på alle fingre inklusiv på tommeltotten.[kilde mangler] Mange mener, at man  begyndte at bære ringen på ringfingeren, fordi romerne mente, at der var en en speciel blodåre, som de refererede til som "Vena Amoris";[kilde mangler] denne blodåre skulle have speciel kort adgang direkte til hjertet, men det har forskerne nu afvist.
I stedet er der nogen, der mener, at traditionen opstod, fordi præsten tog ringen og rørte henholdsvis tommeltotten, pegefingeren og langemanden, med ordene "På vegne af Faderen, Sønnen og Helligånden", og derefter satte han ringen på ringfingeren.[kilde mangler]
En helt anden teori, og meget mere plausibel, er, at den simpelthen er endt på denne finger, fordi den der sidder mindst i vejen for praktiske aktiviteter.

## Eksterne links og kilder
- Historien Arkiveret 8. august 2013 hos  Wayback Machine (engelsk)
- Hvorfor ringfingeren Arkiveret 24. marts 2017 hos  Wayback Machine (engelsk)
- The circle of love (Webside ikke længere tilgængelig) (engelsk)